# Charaxes imperialis
Charaxes imperialis är en fjärilsart som beskrevs av Arthur Gardiner Butler 1874. Charaxes imperialis ingår i släktet Charaxes och familjen praktfjärilar. IUCN kategoriserar arten globalt som livskraftig. Inga underarter finns listade i Catalogue of Life.